# Józef Borzyszkowski
Józef Borzyszkowski (ur. 6 lutego 1946 w Karsinie) – polski historyk, profesor nauk humanistycznych, senator II kadencji, wicewojewoda gdański.

## Życiorys
Syn Bolesława i Walerii. Ukończył szkołę podstawową w Karsinie, a w 1964 Liceum Pedagogiczne w Kościerzynie. W 1969 ukończył studia na Wydziale Filologiczno-Historycznym Wyższej Szkoły Pedagogicznej w Gdańsku, podjął pracę jako młodszy bibliotekarz w Bibliotece Gdańskiej PAN. Od 1970 związany z Instytutem Historii Uniwersytetu Gdańskiego. Doktoryzował się w 1976, w 1982 uzyskał stopień doktora habilitowanego. W 1992 otrzymał tytuł profesora nauk humanistycznych. W 1997 został profesorem zwyczajnym. W latach 1986–1990 był wicedyrektorem instytutu. W 2001 objął też funkcję prorektora Elbląskiej Uczelni Humanistyczno-Ekonomicznej. Został członkiem Komitetu Nauk Historycznych PAN oraz członkiem krajowym korespondentem Wydziału II Historyczno-Filozoficznego Polskiej Akademii Umiejętności. W pracy naukowej specjalizował się w historii Polski i historii powszechnej wieków XIX i XX.
Od 1986 do 1992 był prezesem zarządu głównego Zrzeszenia Kaszubsko-Pomorskiego. Zajmował stanowisko przewodniczącego zarządu Fundacji Biblioteki Gdańskiej, został założycielem i prezesem Instytutu Kaszubskiego w Gdańsku. W latach 1990–1996 był wicewojewodą gdańskim. Od 1991 do 1993 sprawował mandat senatora, wybranego z listy ZKP. Należał do klubu parlamentarnego KLD i następnie PPL.
W 2005 wraz z Instytutem Kaszubskim doprowadził do wydania polskiego przekładu pamiętnika Else Pintus, który ukazał się pod tytułem Moje prawdziwe przeżycia. Meine wahren Erlebnisse. Odpowiadał za redakcję tej publikacji, a także opatrzył ją wstępem o żydowskiej społeczności Gdańska i Kaszub. Bezskutecznie starał się o nadanie członkom rodziny Stenclów, którzy uratowali Else Pintus, tytułu Sprawiedliwy wśród Narodów Świata.

## Życie prywatne
Żonaty z Anną, ma trzy córki.

## Odznaczenia i wyróżnienia
- Krzyż Kawalerski Orderu Odrodzenia Polski (1989)[9]
- Srebrny Medal „Zasłużony Kulturze Gloria Artis” (2009)[10]
- Medal Księcia Mściwoja II (2005)[11]
- Medal Stolema (1978)
- Srebrny Medal Uniwersytetu Gdańskiego „Doctrinae Sapientae Honestati” (2016)[12]
- Medal „Pro Meritis” Instytutu Polsko Skandynawskiego w Kopenhadze (2004)[1]
- Nagroda tygodnika „Polityka” (1986)[13]
- Nagroda artystyczna Gdańskiego Towarzystwa Przyjaciół Sztuki (1999, 2008)[1]
- Nagroda i Medal im. Zygmunta Glogera (2000)[13]
- Nagroda Naukowa Miasta Gdańska im. Jana Heweliusza w kategorii nauk humanistycznych (2005)[14]
- Honorowe Wyróżnienie za Zasługi dla Województwa Pomorskiego (2013)[1]
- Nagroda Prezydenta Miasta Gdańska w Dziedzinie Kultury (2016, 2021)[15]

## Publikacje
- Aleksander Majkowski (1876–1938). Biografia historyczna, Instytut Kaszubski i Muzeum Piśmiennictwa i Muzyki Kaszubsko-Pomorskiej, Gdańsk 2000, ISBN 83-89079-10-0 oraz ISBN 83-911638-9-X.